# Корално море
Корално море је део Тихог океана североисточно од Аустралије. У њему се налази ланац ненасељених острва који носи исто име, међу којима острва Вилис, Коринга и Трегосе. Име је добило по својој главној карактеристици, великом коралном гребену, који је највећи корални гребен на свету. Територија острва Коралног мора припада Аустралији, и њима управља Аустралијска служба за природну околину. 

## Биљни и животињски свет
Корално море насељавају бројне врсте саса, сунђера, црва (попут Spirobranchus giganteus приказаног на слици), гастропода, јастога, ракова, козица и краба. Такође у мору су пронађене зелене алге Halimeda, као и црвене алге Lithothamnion и Porolithon које боје многе гребене у љубичасто-црвено. Биљака које расту у приобалном делу има 30-40 врста, а мангрове се јављају у северном делу мора. Четири стотине корала насељавају гребене.

## Људске активности
Обалска подручја Коралног мора била су насељена пре најмање 40.000 година праисторијским људима који су се спуштали кроз северна острва. Та племена Абориџина су расута и данас само око 70 група живи у области око GBR.
Ово море је било место за битку у Коралном мору, велику конфронтацију током Другог светског рата између морнарица Јапанског царства, Сједињених Држава и Аустралије. Пример је олупина УСС Лексингтона пронађена 2018.
Пловидба је дуго била традиционална људска активност на Коралном мору, а само на обали Квинсленда постоји 10 великих лука. Више од 3.500 бродова је оперисало на овом подручју током 2007. године, који су обавили преко 9.700 путовања, и при том су превозили угаљ, шећер, руду гвожђа, дрвну грађу, нафту, хемикалије, стоку и другу робу. Обиље коралних гребена омета поморски саобраћај, а само у GBR-у је пријављено око 50–60 несрећа годишње између 1990. и 2007. године.
Остале економске активности у мору укључују риболов и истраживање налазишта нафте у Папуанском заливу. Ово море је такође популарна туристичка дестинација. У периоду 2006–2007, туризам на GBR је допринео аустралијској економији од 5,1 милијарде долара. Туризам је углавном страни или из удаљених делова Аустралије, са локалним доприносом од око 153 милиона аустралијских долара. Конкретно, око 14,6 милиона посета гребенима Коралног мора од стране становника Квинсленда током 12 месеци 2008. године. Растућа забринутост због утицаја туризма на животну средину резултирала је оснивањем Поморског парка Великог коралног гребена 1975. године. Постоје и мањи државни и национални паркови. Године 1981, Велики корални гребен је проглашен од стране UNESCO локацијом светске баштине. Од средине 2004. године, отприлике једна трећина поморског парка GBR заштићена је од уклањања било које врсте, укључујући риболов, без писмене дозволе.
Године 1923, сугерисано је да Велики корални гребен садржи велики резервоар нафте. Након Закона о субвенцијама за тражење нафте Комонвеалта из 1957. године, истраживања угљоводоника су се повећала у Квинсленду, укључујући и бушотину на острву Рек у јужном Великом кораљном гребену 1959. године. Током 1960-их, бушење нафте и гаса је истраживано широм Великог коралног гребена, у мореузу Торес, дуж „источне обале Кејп Јорка до залива принцезе Шарлот“ и дуж обале од Куктауна до острва Фрејзер. Крајем 1960-их, више истражних нафтних бушотина је избушено у близини острва Рек у каналу Каприкорн, и близу острва Дарнлеј у Торес мореузу, али без резултата. Током 1970-их, реагујући на забринутост због изливања нафте, аустралијска влада је забранила бушење нафте на GBR. Ипак, изливање нафте услед бродских несрећа и даље представља претњу по животну средину, са укупно 282 изливања између 1987. и 2002. године.
Квинсленд има неколико великих урбаних центара на обали укључујући Кернс, Таунсвил, Макеј, Рокхамптон, Бандаберг, Саншајн Коуст и индустријски град Гледстон, који неизбежно загађују море. Тридесетак река и стотине малих потока додаје континенталну воду, која садржи седименте, пестициде и индустријски отпад.. Отицање је посебно забрињавајуће у региону јужно од Кернса, јер може добити до 4200 mm кише годишње. Око 90% контаминације мора потиче од пољопривредних активности на копну. Подручје се континуирано урбанизује, тако да се очекује да ће се популација повећати за 40% до 2026. Као резултат тога, 70–90% обалских мочвара је изгубљено током протеклих деценија, и многе преостале врсте флоре су угрожене.
Дана 3. априла 2010. године, кинески брод Шен Ненг 1 који је превозио 950 тона нафте, насукао се источно од Рокхмптона у централном Квинсленду, Аустралија, изазвавши изливање нафте на Великом коралном гребену 2010. и наневши највећу штету GBR-у и Коралном мору до сада. Подручје са ожиљцима било је отприлике 3 km (1,9 mi) дугачко и 250 m (820 ft) широко, а неки делови су потпуно лишени морског живота. Постоји забринутост да би могло доћи до значајне дугорочне штете и да ће бити потребно 10 до 20 година да се гребен опорави. До 13. априла 2010. кугле уљаног катрана су се испирале на плажама Северозападног острва, значајном леглу птица и месту гнежђења колоније корњача.

### Заштита
Комонвелтов поорски резерват Корално море је проглашен у децембру 2013. године, али није виђено да нуди довољну заштиту животне средине. Група од 10 еколошких невладиних организација окупила се као коалиција под називом кампање Заштитите наше Kорално море, тражећи од владе да створи веома велики високо заштићени морски парк Коралног мора. У новембру 2011. аустралијска влада је објавила да је заштићено подручје од 989.842 km2 (382.180 sq mi) планирано и да се чека одобрење.

## Истраживање
Пре 2020. године, мапирани су само плитки делови гребена Коралног мора. Током 2020. неки од најдубљих делова мора су мапирани помоћу напредног система сонара са више зрака на истраживачком броду у власништву Шмитовог океанског института, након што је због пандемије преусмерен са распореда на Папуи Новој Гвинеји. Роботска подморница послала је први снимак високе резолуције и мапирање морског дна виталног заштићеног морског подручја које повезује Велики корални гребен са Тихим океаном. Подручје од 35,554 km2 (13,727 sq mi) је мапирано током 14 зарона подморнице, која се спустила до 1.600 m (5.200 ft) у дубину и провела скоро 100 сати у мору. Геонаучник Џоди Вебстер са Универзитета у Сиднеју, и морски геолог Робин Биман са Универзитета Џејмс Кук предводили су експедицију, при чему су ови сарадници даљински контролисали роњење и мапирање. Ретки морски живот идентификован је након што су слике подељене са другим научницима на друштвеним медијима, али истраживачи сматрају да би неке врсте снимљене на филму могле бити потпуно нове за науку. Значајни налази укључују врсту шиљасте рибе под називом Hollardia goslinei, која је раније виђена само на Хавајима, и Tosanoides bennetti, први пут описана 2019. године и никада није виђена жива.

## Галерија
- Црв божићно дрво, (Spirobranchus giganteus) из рода Porites, на гребену Оспри.
- Корали на једном гребену близу Кернса.
- Тропски циклон Лари из марта 2006.
- Топлотна мапа источне аустралијске струје.